# Quốc hội Bồ Đào Nha
Quốc hội Bồ Đào Nha (tiếng Bồ Đào Nha: Assembleia da República, phát âm [ɐsẽˈblɐjɐ ðɐ ʁɛˈpuβlikɐ]), thường được gọi đơn giản là Quốc hội (tiếng Bồ Đào Nha: Parlamento), là cơ quan lập pháp đơn viện của Bồ Đào Nha. Hiến pháp Bồ Đào Nha quy định Quốc hội "là cơ quan đại biểu của nhân dân Bồ Đào Nha" và là một trong những cơ quan quyền lực nhà nước cao nhất của Bồ Đào Nha.
Trụ sở Quốc hội là Cung điện Thánh Biển Đức ở Lisboa, từng là một đan viện Biển Đức. Các cơ quan lập pháp của Bồ Đào Nha đã họp ở Cung điện Thánh Biển Đức từ năm 1834.

## Nhiệm vụ và quyền hạn
Quốc hội thực hiện quyền lập pháp và có quyền bỏ phiếu bất tín nhiệm đối với chính phủ, làm, sửa đổi luật và sửa đổi hiến pháp (theo hai phần ba số nghị sĩ). Ngoài ra, hiến pháp quy định Quốc hội có quyền quyết định ngân sách nhà nước, phê duyệt việc chính phủ tăng thuế, cấp vốn vay, phê chuẩn điều ước quốc tế, những thỏa thuận quốc tế khác và phê chuẩn quyết định tuyên chiến và nghị hòa của tổng thống. Quốc hội cũng bầu thành viên của các cơ quan nhà nước quan trọng, như mười trong số 13 thẩm phán Tòa án Hiến pháp và bảy trong số 16 thành viên Hội đồng Nhà nước.

## Cơ cấu tổ chức
Quốc hội gồm 230 nghị sĩ. Hiến pháp ban đầu quy định Quốc hội gồm 250 nghị sĩ nhưng sửa đổi hiến pháp năm 1989 giảm số lượng xuống còn từ 180 đến 230 nghị sĩ. Nghị sĩ được bầu theo đại diện tỷ lệ sử dụng phương pháp d'Hondt từ hai 20 khu vực bầu cử: ở Bồ Đào Nha đại lục có 18 khu vực bầu cử tương ứng với 18 tỉnh, Açores và Madeira có một khu vực bầu cử, và người Bồ Đào Nha sống ở nước ngoài có hai khu vực bầu cử (một quận bao gồm châu Âu và một quận bao gồm ngoài châu Âu).  Nhiệm kỳ của mỗi khóa Quốc hội là bốn năm. Số lượng nghị sĩ được bầu ra từ mỗi khu vực bầu cử theo số cử tri đã đăng ký tại khu vực bầu cử, ngoại trừ hai khu vực bầu cử cho người Bồ Đào Nha ở nước ngoài, được quy định bầu ra hai nghị sĩ. Các khu vực bầu cử có quy mô rất khác nhau: Lisboa bầu ra 48 nghị sĩ, trong khi Portalegre chỉ bầu ra hai nghị sĩ.
Trong cuộc bầu cử lập pháp Bồ Đào Nha 2024, số ghế được phân bổ như sau:
| Tỉnh                                  | Số lượng nghị sĩ        | Bản đồ |
| ------------------------------------- | ----------------------- | ------ |
| Lisboa                                | 48                      |        |
| Porto                                 | 40                      |        |
| Braga và Setúbal                      | Mỗi tỉnh bầu 19 nghị sĩ |        |
| Aveiro                                | 16                      |        |
| Leiria                                | 10                      |        |
| Coimbra, Faro và Santarém             | Mỗi tỉnh bầu 9 nghị sĩ  |        |
| Viseu                                 | 8                       |        |
| Madeira                               | 6                       |        |
| Açores, Viana do Castelo và Vila Real | Mỗi tỉnh bầu 5 nghị sĩ  |        |
| Castelo Branco                        | 4                       |        |
| Beja, Bragança, Évora và Guarda       | Mỗi tỉnh bầu 3 nghị sĩ  |        |
| Portalegre, châu Âu và ngoài châu Âu  | Mỗi tỉnh bầu 2 nghị sĩ  |        |

Chủ tịch Quốc hội chủ trì các phiên họp Quốc hội và được Quốc hội bầu theo hình thức bỏ phiếu kín. Theo thứ tự ưu tiên Bồ Đào Nha, chủ tịch Quốc hội là chức danh cao thứ hai sau tổng thống. Ủy ban thường vụ Quốc hội gồm chủ tịch Quốc hội và bốn phó chủ tịch do bốn đảng phái lớn nhất trong Quốc hội lựa chọn. Khi khuyết chủ tịch Quốc hội thì một trong những phó chủ tịch giữ quyền chủ tịch. Trong trường hợp tổng thống không làm việc được thì chủ tịch Quốc hội giữ quyền tổng thống.

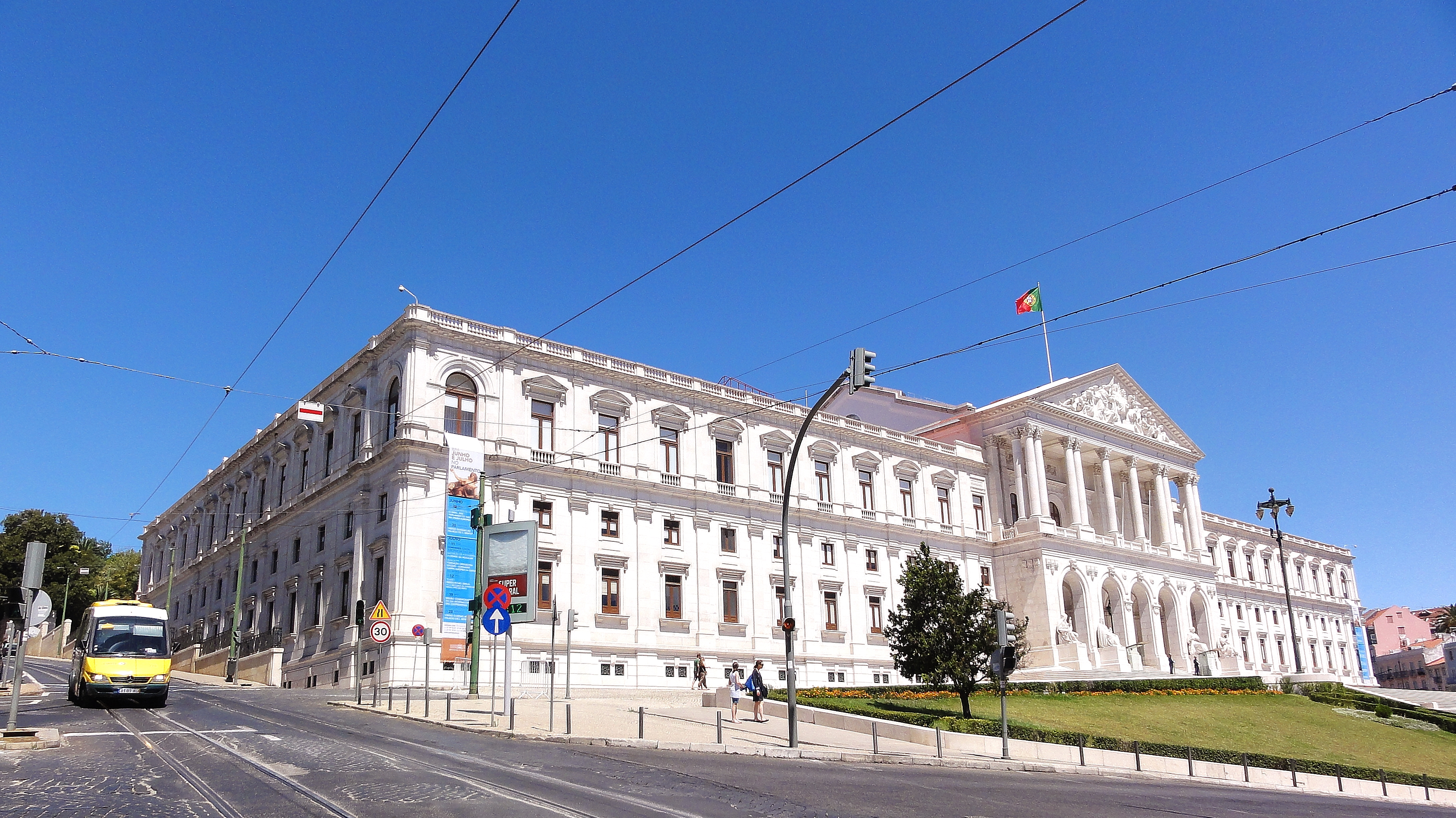
Cung điện Thánh Biển Đức là trụ sở Quốc hội Bồ Đào Nha

## Thành phần các khóa Quốc hội Bồ Đào Nha từ năm 1975
| Bầu cử                        | Khóa                          | Thành phần                                                                            | Các đảng | Các đảng | Nhiệm kỳ      |
| Bầu cử                        | Khóa                          | Thành phần                                                                            | Chính phủ | Đối lập | Nhiệm kỳ      |
| ----------------------------- | ----------------------------- | ------------------------------------------------------------------------------------- | --- | --- | ------------- |
| Bầu cử Quốc hội lập hiến 1975 | Bầu cử Quốc hội lập hiến 1975 |                                                                                       | Đảng Xã hội (116) Đảng Dân chủ Xã hội (81) Đảng Cộng sản Bồ Đào Nha (30) Đảng Nhân dân – CDS (16) Phong trào Dân chủ Bồ Đào Nha (5) Liên minh Dân chủ Nhân dân (1) ADIM (1) | Đảng Xã hội (116) Đảng Dân chủ Xã hội (81) Đảng Cộng sản Bồ Đào Nha (30) Đảng Nhân dân – CDS (16) Phong trào Dân chủ Bồ Đào Nha (5) Liên minh Dân chủ Nhân dân (1) ADIM (1) | 1975–1976     |
| 1976                          | I                             |                                                                                       | Đảng Xã hội (107) | Đảng Dân chủ Xã hội (73) Đảng Nhân dân – CDS (42) Đảng Cộng sản Bồ Đào Nha (40) Liên minh Dân chủ Nhân dân (1)                                                              | 1976–1978     |
| 1976                          | I                             | Đảng Xã hội (107) Đảng Nhân dân – CDS (42)                                            | Đảng Dân chủ Xã hội (73) Đảng Cộng sản Bồ Đào Nha (40) Liên minh Dân chủ Nhân dân (1)                                                                                       | 1978 |               |
| 1976                          | I                             | Chính phủ do tổng thống bổ nhiệm                                                      | Đảng Xã hội (107) Đảng Dân chủ Xã hội (73) Đảng Nhân dân – CDS (42) Đảng Cộng sản Bồ Đào Nha (40) Liên minh Dân chủ Nhân dân (1)                                            | 1978–1979 |               |
| 1979                          | I                             |                                                                                       | Đảng Dân chủ Xã hội (80) Đảng Nhân dân – CDS (43) PPM (5) | Đảng Xã hội (74) Đảng Cộng sản Bồ Đào Nha (44) Phong trào Dân chủ Bồ Đào Nha (3) Liên minh Dân chủ Nhân dân (1)                                                             | 1979–1980     |
| 1980                          | II                            |                                                                                       | Đảng Dân chủ Xã hội (82) Đảng Nhân dân – CDS (46) PPM (6) | Đảng Xã hội (66) Đảng Cộng sản Bồ Đào Nha (39) UEDS (4) ASDI (4) Phong trào Dân chủ Bồ Đào Nha (2) Liên minh Dân chủ Nhân dân (1)                                           | 1980–1983     |
| 1983                          | III                           |                                                                                       | Đảng Xã hội (94) Đảng Dân chủ Xã hội (75) UEDS (4) ASDI (3) | Đảng Cộng sản Bồ Đào Nha (41) Đảng Nhân dân – CDS (30) Phong trào Dân chủ Bồ Đào Nha (3)                                                                                    | 1983–1985     |
| 1985                          | IV                            |                                                                                       | Đảng Dân chủ Xã hội (88) Đảng Đổi mới Dân chủ (45) Đảng Nhân dân – CDS (22)                                                                                                 | Đảng Xã hội (57) Đảng Cộng sản Bồ Đào Nha (35) Phong trào Dân chủ Bồ Đào Nha (3)                                                                                            | 1985–1987     |
| 1987                          | V                             |                                                                                       | Đảng Dân chủ Xã hội (148) | Đảng Xã hội (60) Đảng Cộng sản Bồ Đào Nha (29) Đảng Đổi mới Dân chủ (7) Đảng Nhân dân – CDS (4) Đảng Sinh thái "Đảng Xanh" (2)                                              | 1987–1991     |
| 1991                          | VI                            |                                                                                       | Đảng Dân chủ Xã hội (135) | Đảng Xã hội (72) Đảng Cộng sản Bồ Đào Nha (15) Đảng Nhân dân – CDS (5) Đảng Sinh thái "Đảng Xanh" (2) Đảng Xã hộiN (1)                                                      | 1991–1995     |
| 1995                          | VII                           |                                                                                       | Đảng Xã hội (112) | Đảng Dân chủ Xã hội (88) Đảng Nhân dân – CDS (15) Đảng Cộng sản Bồ Đào Nha (13) Đảng Sinh thái "Đảng Xanh" (2)                                                              | 1995–1999     |
| 1999                          | VIII                          |                                                                                       | Đảng Xã hội (115) | Đảng Dân chủ Xã hội (81) Đảng Nhân dân – CDS (15) Đảng Cộng sản Bồ Đào Nha (15) Đảng Sinh thái "Đảng Xanh" (2) BE (2)                                                       | 1999–2002     |
| 2002                          | IX                            |                                                                                       | Đảng Dân chủ Xã hội (105) Đảng Nhân dân – CDS (14) | Đảng Xã hội (96) Đảng Cộng sản Bồ Đào Nha (10) BE (3) Đảng Sinh thái "Đảng Xanh" (2)                                                                                        | 2002–2005     |
| 2005                          | X                             |                                                                                       | Đảng Xã hội (121) | Đảng Dân chủ Xã hội (71) Đảng Nhân dân – CDS (12) Đảng Cộng sản Bồ Đào Nha (12) BE (8) Đảng Sinh thái "Đảng Xanh" (2) PPM (2) MPT (2)                                       | 2005–2009     |
| 2009                          | XI                            |                                                                                       | Đảng Xã hội (97) | Đảng Dân chủ Xã hội (81) Đảng Nhân dân – CDS (21) BE (16) Đảng Cộng sản Bồ Đào Nha (13) Đảng Sinh thái "Đảng Xanh" (2)                                                      | 2009–2011     |
| 2011                          | XII                           |                                                                                       | Đảng Dân chủ Xã hội (108) Đảng Nhân dân – CDS (24) | Đảng Xã hội (74) Đảng Cộng sản Bồ Đào Nha (14) BE (8) Đảng Sinh thái "Đảng Xanh" (2)                                                                                        | 2011–2015     |
| 2015                          | XIII                          |                                                                                       | Đảng Dân chủ Xã hội (89) Đảng Nhân dân – CDS (18) | Đảng Xã hội (86) BE (19) Đảng Cộng sản Bồ Đào Nha (15) Đảng Sinh thái "Đảng Xanh" (2) PAN (1)                                                                               | 2015          |
| 2015                          | XIII                          | Đảng Xã hội (86) BE (19) Đảng Cộng sản Bồ Đào Nha (15) Đảng Sinh thái "Đảng Xanh" (2) | Đảng Dân chủ Xã hội (89) Đảng Nhân dân – CDS (18) PAN (1) | 2015–2019 |               |
| 2019                          | XIV                           |                                                                                       | Đảng Xã hội (108) | Đảng Dân chủ Xã hội (79) BE (19) Đảng Cộng sản Bồ Đào Nha (10) Đảng Nhân dân – CDS (5) PAN (4) Đảng Sinh thái "Đảng Xanh" (2) CH (1) IL (1) L (1)                           | 2019–2022     |
| 2022                          | XV                            |                                                                                       | Đảng Xã hội (120) | Đảng Dân chủ Xã hội (77) CH (12) IL (8) Đảng Cộng sản Bồ Đào Nha (6) BE (5) PAN (1) L (1)                                                                                   | 2022–2024     |
| 2024                          | XVI                           |                                                                                       | Đảng Dân chủ Xã hội (78) Đảng Nhân dân – CDS (2) | Đảng Xã hội (78) CH (50) IL (8) BE (5) Đảng Cộng sản Bồ Đào Nha (4) L (4) PAN (1)                                                                                           | 2024–hiện tại |